# Droga wojewódzka 697
Die Droga wojewódzka 697 (DW 697) ist eine 19 Kilometer lange Droga wojewódzka (Woiwodschaftsstraße) in der polnischen Woiwodschaft Masowien, die Węgrów und Chodów verbindet. Die Strecke liegt im Powiat Węgrowski und im Powiat Miński.

## Streckenverlauf
Woiwodschaft Masowien, Powiat Węgrowski
-  Liw (DW 637)
- Karczewiec
- Suchodół
- Polków-Sagały
- Grębków
- Stawiska
- Trzebucza

Woiwodschaft Masowien, Powiat Miński
-  Marysin (DK 2)